# Francesco Moser
Francesco Moser (* 19. června 1951 Palù di Giovo) je bývalý italský cyklistický závodník. Tomuto sportu se na profesionální úrovni věnovali také jeho bratři Aldo Moser a Enzo Moser, syn Ignazio Moser a synovec Moreno Moser, do rodiny se přiženil také Gilberto Simoni.

## Amatérská kariéra
Jako amatér vyhrál v roce 1971 Girobio a získal stříbrnou medaili na Středomořských hrách, na osmém místě skončil v individuálním závodě na olympiádě 1972.

## Profesionální kariéra

### Na silnici
Od roku 1973 jezdil profesionálně, vyhrál závod s hromadným startem na mistrovství světa v silniční cyklistice v roce 1977, v letech 1976 a 1978 byl druhý. Díky svému přehledu o dění v pelotonu získal přezdívku Šerif, jeho nejsilnější zbraní byly časovky. Stal se celkovým vítězem na Giro d'Italia v roce 1984, třikrát byl druhý a dvakrát třetí. Bodovací soutěž vyhrál v letech 1976, 1977, 1978 a 1982, získal 23 etapových prvenství a padesát etap odjel v růžovém trikotu vedoucího jezdce. Celkově vyhrál ve své kariéře 273 závodů, v této statistice je historicky nejlepším italským jezdcem a pátým na světě. Třikrát byl mistrem Itálie v silniční cyklistice (1975, 1979, 1981), třikrát po sobě vyhrál klasický závod Paříž - Roubaix (1978 až 1980), dvakrát Giro di Lombardia (1975 a 1978), Paříž-Tours 1974, Giro del Piemonte 1974, Valonský šíp 1977, Züri-Metzgete 1977, Gent–Wevelgem 1979, Milán–Turín 1983 a Milán – San Remo 1984. Na Tour de France 1975 vyhrál dvě etapy, jel ve žlutém trikotu a nakonec byl sedmý, získal bílý trikot. V roce 1978 vyhrál etapový závod Kolem Katalánska a v letech 1980 a 1981 Tirreno–Adriatico. Devětkrát získal cenu Giglio d'Oro pro italského cyklistu roku.

### Na dráze
Věnoval se také dráhové cyklistice, byl mistrem světa ve stíhacím závodě jednotlivců v roce 1976 a o tři roky později získal stříbro. V roce 1984 vytvořil ve vysokohorském prostředí v Ciudad de México světový rekord v hodinovce výkonem 51,151 km. V roce 2000 však byl jeho rekord zrušen, protože ho dosáhl na nestandardním bicyklu s diskovými koly.

## Další aktivity
Po ukončení závodní kariéry v roce 1988 začal produkovat vlastní značku kol Moser Cicli, věnuje se také úspěšně vinařství a zastává funkci předsedy Asociace profesionálních cyklistů.

## Umístění na Grand Tours
| Grand Tour      | 1973 | 1974 | 1975 | 1976 | 1977 | 1978 | 1979 | 1980 | 1981 | 1982 | 1983 | 1984 | 1985 | 1986 |
| --------------- | ---- | ---- | ---- | ---- | ---- | ---- | ---- | ---- | ---- | ---- | ---- | ---- | ---- | ---- |
| Giro d'Italia   | 15   | 7    | —    | 4    | 2    | 3    | 2    | DNF  | 21   | 8    | DNF  | 1    | 2    | 3    |
| Tour de France  | —    | —    | 7    | —    | —    | —    | —    | —    | —    | —    | —    | —    | —    | —    |
| Vuelta a España | —    | —    | —    | —    | —    | —    | —    | —    | —    | —    | —    | 10   | —    | —    |